# Harmonicórdio

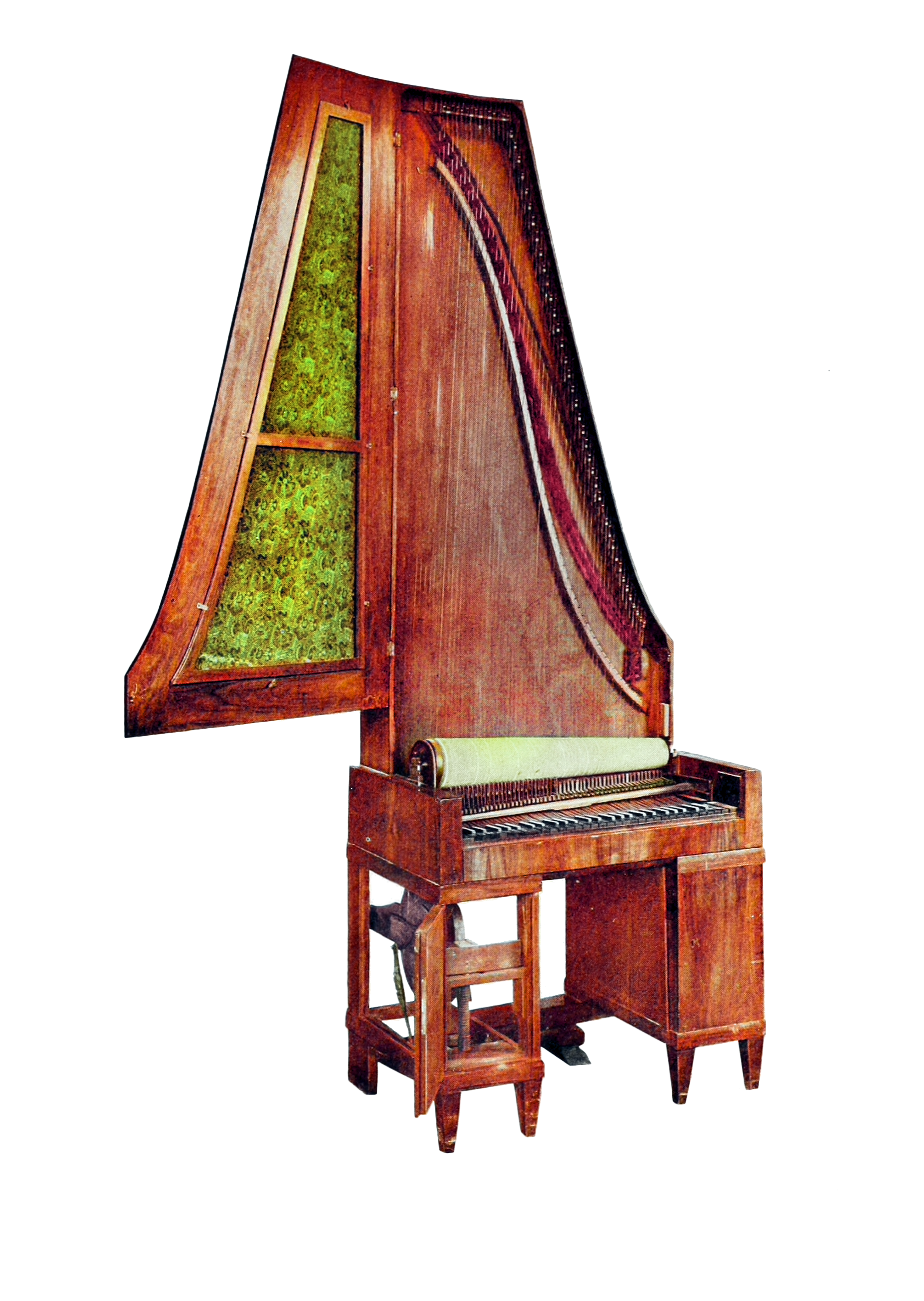
Harmonicórdio construído em 1835. Imagem Artificialmente colorida.

Harmonicórdio, Harmonicorde ou Harmonicordo (do alemão harmonichord) é um engenhoso instrumento musical de cordas e teclado criado em 1810 por Johann Gottfried Kaufmann e Johann Friedrich Kaufmann, pai e filho. Seus sons são produzidos por fricção indireta. O termo também se refere a outros instrumentos: um harmônio fundido a um piano "uma corda por nota", bem como a um outro instrumento americano de palhetas livres similar a uma escaleta, com furos ao invés dos botões (funcionamento de seu ancestral Sheng).

## Construção
Este instrumento é construído com uma caixa de ressonância vertical, tal como num piano-girafa ou clavicitério, de onde se fixam as cordas metálicas. Não possui amortecedores para as cordas. Imediatamente acima da extensão do teclado encontra-se um rolo de madeira em tronco de cone coberto por camurça que é posto em movimento por um pedal. Abaixo dos rolos está o mecanismo que faz vibrar as cordas (basicamente uma série de hastes de madeira), ativado pelo atrito com o tronco que se afunila da região grave para o agudo.

## Funcionamento
Ao rodar o rolo através do pedal e ao abaixar uma tecla, uma haste de madeira (supostamente afinada) com duas pontas é levantada. A primeira ponta entra em contato com o rolo, onde o atrito gerado faz esta haste vibrar. Consequentemente a outra ponta também vibra e é essa última que entra em contato com a corda correspondente e a faz vibrar. Por isso é dito que este instrumento funciona por fricção indireta ou vibrações transmitidas.

## Timbre
Por ser um instrumento perdido cujo único exemplar publicamente conhecido (e mal-acabado) não está exposto ao púbico na Universidade de Leipzig, podemos apenas inferir seu timbre a partir de sua descrição.
Aparentemente seu timbre é complexo, composto de duas partes:
1 - Supondo que as as hastes de madeira sejam afinadas, o atrito com o rolo deve gerar um som contínuo e particular de madeira friccionada, tal como o do terpodion ou de uma porta sendo aberta em atrito com o chão; se parecendo com a de uma palheta livre. Este som se extingue rapidamente quando a tecla é solta.
2 - Mas as vibrações transmitidas as cordas indiretamente a faz vibrar em ressonância e consequentemente a corda também bate na ponta da haste. Um experimento com lâmina vibrante afinada na mesma frequência da corda a faz soar similarmente em timbre como a viela de roda quando se encostam levemente. Por não ter amortecedores na corda, ela continua a vibrar após a tecla ter sido solta, como num piano com o pedal de sustentação acionado.

## Instrumentos musicais relacionados
O harmonicórdio representou um novo paradigma de se pôr cordas a vibrar. Aproveitando-se disso, o francês Gustave Baudet cria e patenteia seu "Piano Quatuor" em 1873, modificando um piano vertical. Removeu os martelos e pôs um aparato muito similar ao dos Kaufmann, funcionando no mesmo princípio. A maior diferença talvez seja a presença de amortecedores, que poderiam ter sido mantidos.

## Concepções errôneas
Muitas bibliografias, sobretudo americanas, replicaram uma desiformação que as cordas vibravam pelo atrito direto com o rolo, o que não é verdade de acordo com livro digital da própria Universidade de Leipzig (que conserva o único exemplo garantidamente ainda existente) que descreve o instrumento de forma detalhada, além de toda a criação dos Kaufmann.

## Obras
Esta conjuntura para seu som extremamente particular chamou a atenção  de Carl Maria von Weber, que compôs para este instrumento o "Adagio und Rondo für der Harmonichord" (J.115). Infelizmente por não se ter exemplares disponíveis é utilizado o harmônio em substituição ao harmonicórdio.